# Eugeniusz Poreda

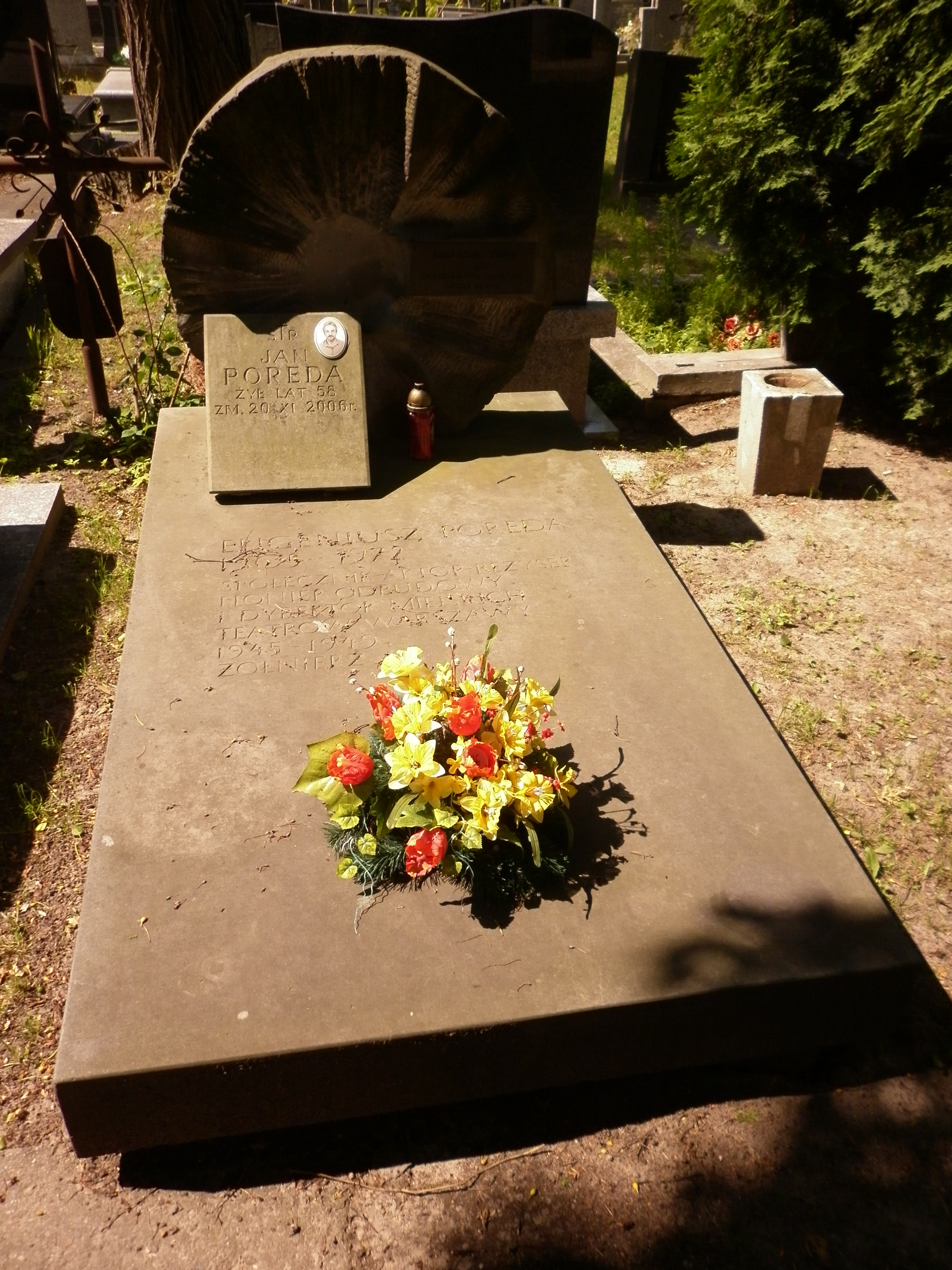
Grób Eugeniusza Poredy na Cmentarzu Wojskowym na Powązkach

Eugeniusz Poreda (ur. 13 września 1905 w Warszawie, zm. 17 czerwca 1972 tamże) – polski aktor, reżyser, scenograf i dyrektor teatrów. Członek Armii Krajowej, dowódca organizacji Wawer obwodu „Stare Miasto”.

## Życiorys
Ukończył Gimnazjum Wojciecha Górskiego w Warszawie. W latach 1923–1925 aktor warszawskiego Teatru Reduta, następnie do 1929 aktor, reżyser i scenograf w teatrze im. W. Bogusławskiego, do 1933 w Ateneum. W sezonie 1934–1935 był dyrektorem teatru Comoedia. W lecie 1936 został mianowany dyrektorem Stołecznego Teatru Powszechnego, który prowadził do 1939. Brał czynny udział w obronie Warszawy, dostał się do niewoli, z której zbiegł. W latach okupacji współpracował z teatrami amatorskimi i szkolnymi. Organizował konspiracyjne widowiska plenerowe. Urzędnik Zarządu Miejskiego. Był komendantem organizacji „Wawer” dla Obwodu „Stare Miasto”.
Po II wojnie światowej był dyrektorem Miejskich Teatrów Dramatycznych w Warszawie. W latach 1949–1951 przeniósł się do Częstochowy. Następnie został dyrektorem Teatru Nowego w Warszawie, pracował w Białymstoku i Grudziądzu. W latach 1960–1972 powrócił do Warszawy, gdzie był aktorem Teatru Współczesnego.
W 1948 ożenił się z aktorką Hanną Bielską. Zmarł w Warszawie. Pochowany na Cmentarzu Wojskowym na Powązkach w kwaterze 32B dod.-22-7.